# Estadio Dwight Yorke
El Estadio Dwight Yorke (en inglés: Dwight Yorke Stadium) es un recinto deportivo situado en Bacolet, isla de Tobago (Trinidad y Tobago), que recibió su nombre por el jugador de fútbol histórico de Trinidad y Tobago y del Manchester United Football Club, Dwight Yorke. El estadio fue construido para la Copa Mundial de Fútbol Sub-17 de 2001 que fue organizado por Trinidad y Tobago. El Estadio Dwight Yorke tiene una capacidad de 10.000 espectadores, se encuentra en la isla de Tobago, a pocos minutos de la capital de Scarborough y a 25 minutos del aeropuerto. El estadio es utilizado por el equipo de fútbol local y la dimensión de la superficie de juego es de 105 metros x 68 metros.
El estadio fue sede de los Campeonatos de atletismo de 2005 y también se utiliza para pruebas de atletismo menores de Tobago.
También fue sede de los juegos de la Copa Mundial Femenina Sub - 17 de la FIFA en 2010.